# Grenmarita
La grenmarita és un mineral de la classe dels silicats, que pertany al grup de la rinkita. Rep el nom de la localitat de Grenmar, com es coneix en nòrdic a Langesundsfjorden, a Noruega.

## Característiques
La grenmarita és un silicat de fórmula química Na₄MnZr₃(Si₂O₇)₂O₂F₂. Va ser aprovada com a espècie vàlida per l'Associació Mineralògica Internacional l'any 2003, i la primera publicació data del 2004. Cristal·litza en el sistema monoclínic. La seva duresa a l'escala de Mohs és 4,5.
Segons la classificació de Nickel-Strunz, la grenmarita pertany a «09.BE - Estructures de sorosilicats, amb grups Si₂O₇, amb anions addicionals; cations en coordinació octaèdrica [6] i major coordinació» juntament amb els següents minerals: wadsleyita, hennomartinita, lawsonita, noelbensonita, itoigawaïta, ilvaïta, manganilvaïta, suolunita, jaffeïta, fresnoïta, baghdadita, burpalita, cuspidina, hiortdahlita, janhaugita, låvenita, niocalita, normandita, wöhlerita, hiortdahlita I, marianoïta, mosandrita, nacareniobsita-(Ce), götzenita, hainita, rosenbuschita, kochita, dovyrenita, baritolamprofil·lita, ericssonita, lamprofil·lita, ericssonita-2O, seidozerita, nabalamprofil·lita, schüllerita, lileyita, murmanita, epistolita, lomonossovita, vuonnemita, sobolevita, innelita, fosfoinnelita, yoshimuraïta, quadrufita, polifita, bornemanita, xkatulkalita, bafertisita, hejtmanita, bykovaïta, nechelyustovita, delindeïta, bussenita, jinshajiangita, perraultita, surkhobita, karnasurtita-(Ce), perrierita-(Ce), estronciochevkinita, chevkinita-(Ce), poliakovita-(Ce), rengeïta, matsubaraïta, dingdaohengita-(Ce), maoniupingita-(Ce), perrierita-(La), hezuolinita, fersmanita, belkovita, nasonita, kentrolita, melanotekita, til·leyita, kil·lalaïta, stavelotita-(La), biraïta-(Ce), cervandonita-(Ce) i batisivita.

## Formació i jaciments
Va ser descoberta a Natrolittodden, a la localitat de Langesundsfjorden, dins el municipi de Larvik (Vestfold, Noruega). També ha estat descrita a la pedrera Sagåsen, al municipi de Porsgrunn (Telemark, Noruega). Aquests dos indrets són els únics de tot el planeta on ha estat descrita aquesta espècie mineral.